# Bob Avakian
Bob Avakian (Washington D.C, Estados Unidos; 7 de marzo de 1943), es un activista y teorista sociopolítico estadounidense de origen armenio. Actuando como presidente del Partido Comunista Revolucionario de los Estados Unidos (RCP), Avakian es conocido por haber ideado un marco teórico para la nueva etapa de revoluciones comunistas, que se conoce como la "Nueva síntesis del comunismo".

## Primeros años
Avakian nació el 7 de marzo de 1943 en Washington, D.C., hijo de Ruth y Spurgeon "Sparky" Avakian. Su padre fue un abogado armenio estadounidense, activista por los derechos civiles y, posteriormente, juez del Tribunal Superior del Condado de Alameda.Después de pasar sus primeros tres años en el área metropolitana de Washington, pasó el resto de su infancia y adolescencia en Berkeley, California.

## Actividades políticas
Como estudiante en la Universidad de California en Berkeley, Avakian se involucró con Estudiantes por una Sociedad Democrática (SDS), el Movimiento por la Libertad de Expresióny el Partido Pantera Negra.En 1968, escribió artículos para las publicaciones del Partido Paz y Libertad y en julio de 1969, habló en la conferencia del Partido Pantera Negra en Oakland, California.Avakian fue miembro de la facción Movimiento Juvenil Revolucionario II (RYM II) de la SDS y se postuló como candidato de RYM II para Secretario Nacional en la Convención Nacional de la SDS de 1969. Avakian fue derrotado por Mark Rudd, de la facción que luego sería conocida como Weather Underground.Durante ese período, Avakian fue miembro fundador de la Unión Revolucionaria del Área de la Bahíajunto a Leibel Bergman.
A principios de la década de 1970, Avakian cumplió una condena en prisión por profanar la bandera estadounidense durante una manifestación.Fue acusado de agredir a un oficial de policía en enero de 1979 durante una protesta en Washington, D.C., contra la reunión de Deng Xiaoping con Jimmy Carter.Después de recibir una orden de arresto, Avakian se trasladó a Francia y solicitó el estatus de refugiado político.En 1980, dio un discurso frente a 200 manifestantes en el centro de Oaklandy sus cargos por agresión a la policía fueron retirados unos años después.
Avakian ha sido el presidente del comité central y líder nacional del RCP desde 1979.En su puesto como presidente, Avakian ha producido una gran cantidad de trabajos que articulan lo que el RCP identifica como "la nueva síntesis del comunismo" o el "nuevo comunismo".En 2016, el RCP USA y otros ayudaron a formar la organización Refuse Fascism, que pidió la destitución de Donald Trump de su cargo.

### Culto a la personalidad
Avakian ha sido criticado por ser el centro de un culto a la personalidad dentro del RCP.Aaron J. Leonard, un exmiembro del RCP, identificó el juicio de Avakian en 1979 como un catalizador en el desarrollo de este culto a la personalidad.En 2016, el excoordinador nacional de US Labor Against Racism and War, Michael Eisenscher, calificó al RCP como "un culto alrededor de Avakian" en una entrevista con Harper's Magazine.En junio de 2022, una coalición de 23 grupos de derechos al aborto, feministas y de ayuda mutua emitió una declaración denunciando al RCP y a la organización afiliada a los derechos al aborto Rise Up 4 Abortion Rights, calificando al RCP como un culto.
Avakian ha señalado que el RCP enfatiza "la gran importancia del trabajo que he realizado y continúo realizando", pero sostiene que las críticas a su posición dentro del RCP son "no científicas".El partido ha calificado cualquier afirmación de cultismo dentro de sus filas como "mentiras y calumnias".

## Obras
- Avakian, Bob (2008). ¡Abajo todos los dioses! Desencadenar la mente y cambiar radicalmente el mundo. ISBN 0-9760236-9-5.
- Avakian, Bob (2006). Observaciones sobre arte, cultura, ciencia y filosofía.
- Avakian, Bob; Bill Martin (2006). Marxism and the Call of the Future: Conversations on Ethics, History, and Politics (El marxismo y la llamada del futuro: Conversaciones sobre ética, historia y política).
- Avakian, Bob (2006). From Ike to Mao and Beyond: My Journey from Mainstream America to Revolutionary Communist.
- Avakian, Bob (1999). Predicando desde un púlpito de huesos. Dos ensayos sobre la moralidad.
- Avakian, Bob (1992). El falso comunismo ha muerto... ¡Viva el auténtico comunismo!.
- Avakian, Bob (1991). ¿Verdaderamente podríamos ganar?.
- Avakian, Bob (1990). Reflexiones, esbozos, y provocaciones: Ensayos y comentarios, 1981-1987.
- Avakian, Bob (1986). Democracia: ¿Es lo mejor que podemos lograr?.
- Avakian, Bob (1985). Balas: de los escritos, discursos y entrevistas de Bob Avakian.
- Avakian, Bob (1984). ¿Un Fin Horroroso, o un Fin al Horror?.
- Avakian, Bob (1983). Para una cosecha de dragones.
- Avakian, Bob (1979). Las contribuiciones inmortales de Mao Tsetung.
- Avakian, Bob (1978). La pérdida en China y el legado revolucionario de Mao Tsetung.